# Liste der Biografien/Grb–Grd
Liste der Biografien |
Portal Biografien |
Personensuche
# |
A |
B |
C |
D |
E |
F |
G |
H |
I |
J |
K |
L |
M |
N |
O |
P |
Q |
R |
S |
T |
U |
V |
W |
X |
Y |
Z |
?
 
Ga |
Gb |
Gc |
Gd |
Ge |
Gf |
Gh |
Gi |
Gj |
Gk |
Gl |
Gm |
Gn |
Go |
Gp |
Gq |
Gr |
Gs |
Gu |
Gv |
Gw |
Gy |
Gz
 
Gra |
Grb–Grd |
Gre |
Grg |
Gri |
Grj |
Grk |
Grl |
Grm |
Gro |
Grs |
Gru |
Gry |
Grz
Die Liste der Biografien führt alle Personen auf, die in der deutschsprachigen Wikipedia einen Artikel haben. Dieses ist eine Teilliste mit 24 Einträgen von Personen, deren Namen mit den Buchstaben „Grb“ – „Grd“ beginnt.

## Grb–Grd

### Grb
- Grbac, Elvis (* 1970), US-amerikanischer Footballspieler
- Grbavac, Romeo (* 1994), kroatischer Dartspieler
- Grbavica, Mika (* 2001), kroatische Volleyballspielerin
- Grbić, Adrian (* 1996), österreichisch-kroatischer Fußballspieler
- Grbić, Duško (* 1970), serbischer Handballspieler
- Grbić, Itana (* 1996), montenegrinische Handballspielerin
- Grbić, Ivo (* 1996), kroatischer Fußballtorwart
- Grbić, Nadja (* 1963), österreichische Linguistin
- Grbić, Nikola (* 1973), serbischer Volleyballspieler
- Grbić, Petar (* 1988), montenegrinischer Fußballspieler
- Grbić, Vladimir (* 1970), serbischer Volleyballspieler
- Grbović, Aleksandar (* 2003), montenegrinischer Skilangläufer

### Grc
- Grčev, Miroslav (* 1955), nordmazedonischer Architekt, Grafikdesigner, Comiczeichner, Karikaturist und Dozent
- Grčić, Albina (* 1999), kroatische Popsängerin
- Grčić, Branko (* 1964), kroatischer Ökonom und Politiker
- Grcic, Konstantin (* 1965), deutscher IndustriedesignerKonstantin Grcic (* 1965)

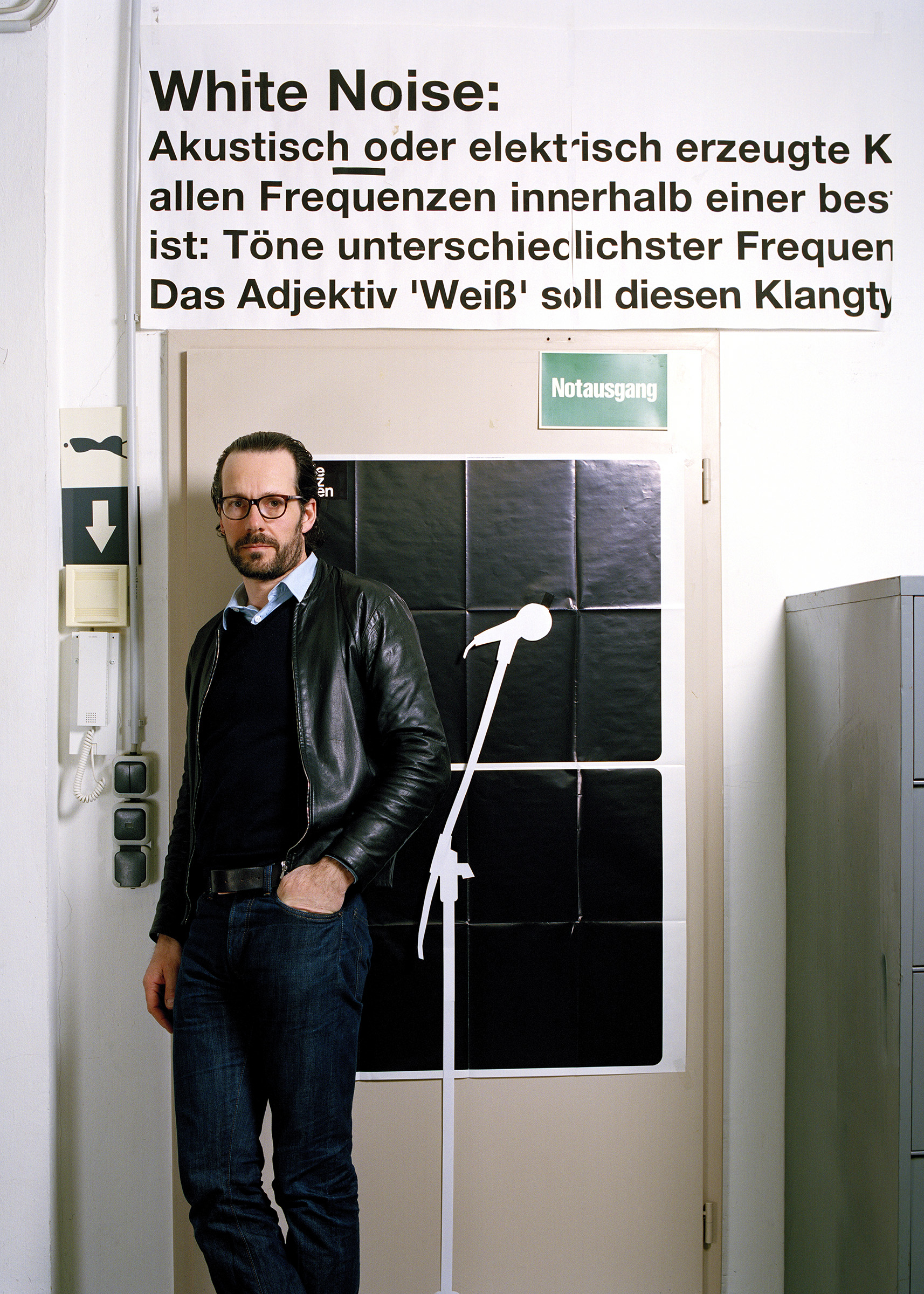
Konstantin Grcic (* 1965)

- Grcic, Tamara (* 1964), deutsche Künstlerin

### Grd
- Grd, Lucija (* 2004), kroatische Leichtathletin
- Grdenić, Drago (1919–2018), jugoslawischer bzw. kroatischer Chemiker
- Grdevich, Sabrina (* 1970), kanadische Schauspielerin
- Grdic, Anthony (* 1975), australischer Fußballspieler
- Grdina, Gordon (* 1977), kanadischer Jazzgitarrist und Oudspieler
- Grdović, Mladen (* 1958), kroatischer Schlagersänger
- Grdzelishvili, Valery, georgischer Biochemiker und Virologe